# 加藤照和
加藤 照和（かとう てるかず、1963年（昭和38年）8月26日 - ）は、日本の実業家。株式会社ツムラ社長。

## 経歴
- 愛知県出身[4]
- 中央大学商学部経営学科卒業。[5]。
- 1986年（昭和61年）4月ツムラ入社。2001年（平成13年）8月TSUMURAUSA,INC.取締役社長就任。
- 2007年（平成19年）4月理事コーポレート・コミュニケーション室長就任。2011年（平成23年）6月取締役コーポレート・コミュニケーション室長就任。
- 2012年（平成24年）6月代表取締役社長就任。
- 2015年（平成27年）6月代表取締役社長社長執行役員就任現在に至る[1]。

## 日漢協の活動
日本漢方製薬製剤協会は2013年（平成25年）に創立30周年を迎えた。2014年任期途中で退任した会長芳井順一に代わり会長に就任した。